# Zbiornik wyrównawczy ciśnienia

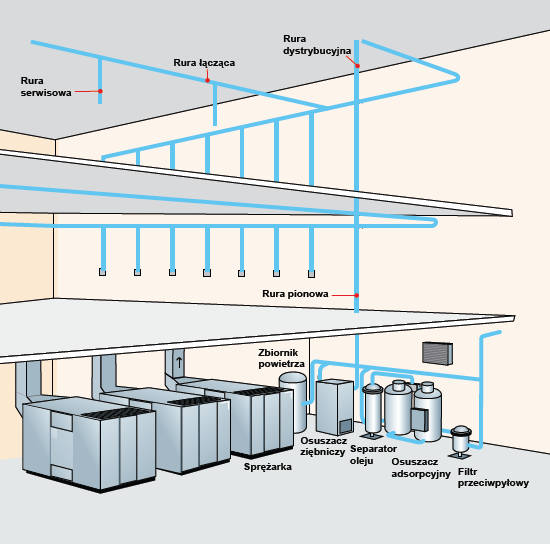
Przykładowa instalacja sprężonego powietrza

Zbiornik wyrównawczy ciśnienia – rodzaj akumulatora hydraulicznego energii występujący w urządzeniach pneumatycznych lub hydraulicznych. Ma on na celu:
- magazynowanie energii w czasie, gdy urządzenie jej nie potrzebuje (występuje nadmiar energii) oraz oddanie tej energii w momencie, gdy występuje jest szczytowy pobór,
- kompensacja wahań ciśnienia na skutek zmian temperatury medium,
- schładzanie medium (w przypadku sprężonego powietrza),
- magazynowanie kondensatu zawartego w powietrzu (w przypadku sprężonego powietrza),
- uzupełnienie niedoboru medium (oleju, wody, powietrza).

W systemach grzewczych spotyka się nazwę przeponowe urządzenie wyrównawcze natomiast w układach hydraulicznych znane jest jako akumulator hydrauliczny.

## Wymiarowanie
Każda instalacja sprężarkowa zawiera jeden lub więcej zbiorników powietrza. Ich wielkość jest dobierana np. w zależności od wydajności sprężarki, systemu regulacyjnego i wymagań użytkownika.
Jeżeli system składa się z kilku sprężarek to zbiornik powietrza jest zawsze wymiarowany w oparciu o wydajność największej sprężarki.

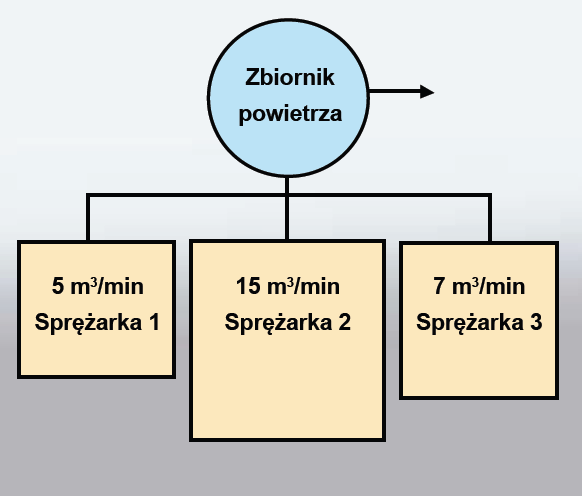
Dobór zbiornika buforowego do ilości sprężarek w systemie.

W przypadku sprężarek z napędem o zmiennej prędkości obrotowej (VSD) wymagana objętość zbiornika powietrza jest znacznie mniejsza.
Poniższy wzór definiuje objętość zbiornika buforowego:
V=0,25 x qc x p1 x T0 / fmax x (pU – pL) x T1
gdzie:
- V = objętość zbiornika powietrza (l)
- qC = wydajność sprężarki (l/s)
- p1 = ciśnienie wlotowe powietrza (bar)
- T1 = maksymalna temperatura wlotowa powietrza (K)
- T0 = temperatura sprężonego powietrza w zbiorniku sprężonego powietrza (K)
- (pU -pL) = nastawiona różnica ciśnień między dociążeniem i odciążeniem
- fmax = maksymalna częstotliwość = 1 cykl/30 sekund (wartość przykładowa np. dla sprężarek firmy Atlas Copco)